# Kingfisher County
Kingfisher County är ett administrativt område i delstaten Oklahoma, USA, med 15 034 invånare. Den administrativa huvudorten (county seat) är Kingfisher. 

## Geografi
Enligt United States Census Bureau har countyt en total area på 2 346 km². 2 339 km² av den arean är land och 8 km² är vatten.

### Angränsande countyn
- Garfield County - nord
- Logan County - öst
- Canadian County - syd
- Blaine County - väst
- Major County - nordväst
- Oklahoma County - sydost

### Orter
- Cashion (delvis i Logan County)
- Dover
- Hennessey
- Kingfisher (huvudort)
- Loyal
- Okarche (delvis i Canadian County)
- Piedmont (delvis i Canadian County)